# 8905 Bankakuko
8905 Bankakuko (tên chỉ định: 1995 WJ) là một tiểu hành tinh vành đai chính. Nó được phát hiện bởi Takao Kobayashi ở Ōizumi Observatory ở Ōizumi, Gunma Prefecture, Nhật Bản, ngày 16 tháng 11 năm 1995. Nó được đặt theo tên Kakuko Ban, a member of the staff ở the planetarium section thuộc Hiroshima Children's Museum.